# Eusymmerus antennatus
Eusymmerus antennatus là một loài chân đều trong họ Idoteidae. Loài này được Richardson miêu tả khoa học năm 1899.